# طب التوليد والنسائيات
طب التوليد وأمراض النساء هو تخصص طبي يشمل التخصصات الفرعية في كل من التوليد ( الحمل والولادة وفترة ما بعد الولادة ) وأمراض النساء ( صحة الجهاز التناسلي الأنثوي - المهبل والرحم والمبيض والثدي ). عادة ما يتم اختصار المسمى إلى OB-GYN أو OB / GYN باللغة الإنجليزية الأمريكية ، و Obs and gynae أو O&G باللغة الإنجليزية البريطانية.
عادة ما يتم الجمع بين برامج التدريب بعد التخرج لكلا المجالين ، مما يُعد طبيب التوليد وأمراض النساء الممارس ليكون بارعًا في كل من رعاية صحة الأعضاء التناسلية للإناث وإدارة الحمل، على الرغم من أن العديد من الأطباء يواصلون تطوير اهتمامات التخصص الفرعي في مجال واحد أو آخر.

## التعليم والتدريب (الإقامة)

### الولايات المتحدة
بعد الانتهاء من كلية الطب، يجب على المرء إكمال برنامج إقامة مدته أربع سنوات ليكون مؤهلاً للجلوس في المجالس. بالنسبة لتصفيات إيراس في عام 2017، كان هناك 238 برنامجًا مشاركًا تقبل المتقدمين.  هذا يضيف ما يصل ما بين 11 إلى 14 سنة من التعليم والخبرة العملية. أول 7-9 سنوات تدريب طبي عام. يمكن لمهنيي OB-GYN ذوي الخبرة السعي للحصول على شهادات في مجالات التخصص الفرعي ، بما في ذلك طب الأم والجنين. أنظر مقالة الزمالة (الطب) .

### المملكة المتحدة
يجب على جميع الأطباء إكمال كلية الطب أولاً والحصول على بكالوريوس الطب والجراحة (MBBS) أو شهادة معادلة.  يستغرق هذا الجزء عادة خمس سنوات. بعد ذلك ، يصبحون مؤهلين للتسجيل المؤقت لدى المجلس الطبي العام. ثم يجب عليهم إكمال عامين من التدريب التأسيسي.   بعد اكتمال السنة الأولى من التدريب، يصبح المتدربون مؤهلين للتسجيل الكامل لدى المجلس الطبي العام.  بعد اكتمال التدريب التأسيسي، يخضع المتقدمون لامتحان الجزء الأول من MRCOG  والذي تديره الكلية الملكية لأطباء النساء والتوليد. هناك خمس سنوات إضافية من التدريب بعد ذلك، وامتحانان آخران (الجزء الثاني والجزء الثالث من امتحانات MRCOG) والتي تضيف ما يصل إلى سبع سنوات من إجمالي التدريب ، على الرغم من أن بعض المتدربين قد يستغرقون وقتًا أطول. 

## التخصصات الدقيقة
من الأمثلة على التخصصات الفرعية المُتاحة للأطباء في الولايات المتحدة الأميركية ما يلي:
- طب الأم والجنين: هو من التخصصات الفرعية لطب التوليد، ويشار إليه أحياناً بطب الفترة المُحيطة بالولادة، ويركز هذا التخصص على الحالات الجراحية والطبية ذات الخطورة العالية بالإضافة إلى العمليات الجراحية للجنين، ويهدف إلى خفض معدل الأمراض والوفيات.
- طب الغدد الصماء التناسلية والعقم : تخصص فرعي يركز على الأسباب البيولوجية والعلاج التدخلي للعقم
- علم الأورام النسائي: تخصص فرعي في أمراض النساء يركز على العلاج الطبي والجراحي للنساء المصابات بسرطان الأعضاء التناسلية.
- طب الحوض والجراحة الترميمية للأنثى : تخصص فرعي في أمراض النساء يركز على التشخيص والعلاج الجراحي للنساء المصابات بسلس البول وتدلي أعضاء الحوض. يشار إليها أحيانًا باسم "طب المسالك البولية الأنثوية "
- جراحة المناظير المتقدمة.
- تنظيم الأسرة: تخصص فرعي يهتم بوسائل تحديد النسل وإنهاء الحمل (الإجهاض).
- أمراض الإناث الخاصة بالأطفال والمراهقين.
- أمراض النساء المتعلقة بسن اليأس وَطب المسنين.

من بين هذه التخصصات، فقط التخصصات الأربعة الأولى هي التخصصات المعترف بها من قبل مجلس الاعتماد للتعليم الطبي العالي (ACGME) والمجلس الأمريكي لأمراض النساء والتوليد (ABOG). يتم التعرف على التخصصات الفرعية الأخرى على أنها تخصصات غير رسمية. ولأغراض الاعتراف بالتخصص الفرعي للطبيب من قبل المجلس الأميركي لأمراض النساء والتوليد أو المجلس القومي الأمريكي لأمراض النساء والتوليد، يجب على الطبيب أن يكون قد أكمل أقامة في ACGME أو AOA-accredited والحصول على شهادة مؤهلات إضافية تتطلب فحصًا موحدًا إضافيًا.  
بالإضافة إلى ذلك ، قد يتم تدريب الأطباء من التخصصات الأخرى على مهارات دعم الحياة المتقدم في طب التوليد (ALSO) ، وهي شهادة قصيرة تزودهم بخبرات إدارة حالات OB/GYN الناشئة بشكل أفضل.

## الإجراءات الشائعة
هناك العديد من الإجراءات التي يمكن أن تقدمها OB/GYN للناس. وتشمل بعضها الإجراءات التالية: 
- التنظير المهبلي : إذا كانت نتائج اختبار فحص سرطان عنق الرحم، مثل مسحة عنق الرحم أو اختبار فيروس الورم الحليمي البشري، غير طبيعية ، فقد تكون هناك حاجة إلى فحص أكثر شمولاً لعنق الرحم والأنسجة المهبلية.
- إجراء الاستئصال الكهربائي الحلقي (LEEP): إجراء لإزالة الأنسجة المهبلية غير الطبيعية داخل عنق الرحم بسرعة. يتم إعطاء مخدر موضعي ومحلول لتعزيز نقاط الإزالة بصريًا أثناء العملية. هناك احتمال للإصابة بإفرازات مائية، وردية، أو بنية ، وتقلصات خفيفة.
- خزعة بطانة الرحم : إجراء يجمع عينة من نسيج بطانة الرحم. يتم فحص العينة تحت المجهر بحثًا عن الخلايا غير الطبيعية أو مؤشرات السرطان.
- إدخال اللولب : جهاز داخل الرحم على شكل حرف T ويتم وضعه في الرحم من خلال عنق الرحم. إنها وسيلة منع حمل غير دائمة يمكن إجراؤها في عيادة الطبيب.
- غرسة إيتونوجيستريل: عبارة عن غرسة طولها 4 سم توضع في الجزء العلوي من الساعد. تطلق هذه الزرعة هرمونات تحديد النسل في الجسم ويمكن أن تستمر فعاليتها حتى ثلاث سنوات. هذا النوع من تحديد النسل له نسبة نجاح تصل إلى 99٪ في منع الحمل.
- التوسيع والكحت (D&C): إجراء للمرضى الخارجيين لفتح (توسيع) عنق الرحم لجمع عينات من أنسجة بطانة الرحم باستخدام مكشطة. يمكن أيضًا إجراء التوسيع والكحت لإزالة الجنين الذي لم يسقط بشكل طبيعي بعد الإجهاض أو للحث على الإجهاض.
- ربط البوق : عملية جراحية لإغلاق قناتي فالوب للوقاية من الحمل. يُعرف أيضًا باسم «ربط الأنابيب».
- استئصال كيسة من المبيض : إزالة الكيس الذي له إما مظهر صلب، أو قطره أكبر من ثلاث بوصات ، أو يمكن أن يصبح سرطانيًا ، أو يسبب ألمًا مستمرًا. يمكن إزالة الأكياس دون إزالة المبيض. تنتج النساء اللواتي لا يأخذن موانع الحمل كيسات صغيرة كل شهرين، وتلك الكيسات في العادة تختفي من تلقاء نفسها.

## راتب
يختلف راتب طبيب التوليد حسب البلد، فمثلاً في الولايات المتحدة الأمريكية يتراوح الراتب بين 200 ألف دولار إلى يُقارب 340 ألف دولار سنوياً.
| الدولة           | الراتب السنوي (بالدولار) |
| ---------------- | ------------------------ |
| المملكة المتحدة  | 187,771                  |
| الولايات المتحدة | 288,000                  |

## فهرس
- Llewellyn-Jones, Derek, Fundamentals of Obstetrics and Gynecology, 7th ed., Mosby, 1999.

## روابط خارجية
- الاتحاد الدولي لأمراض النساء والتوليد.
- المجلة الدولية لأطباء النساء والتوليد.
- المؤتمر العالمي حول الجدالات في التوليد وأمراض النساء والعقم.